# Антоанета Стефанова
Антоанета Стефанова (буг. Антоанета Стефанова; Софија, 19. април 1979) је бугарска шахисткиња и мушки велемајстор, и светска шампионка у шаху од 2004. до 2006. године. Постала је дванаеста шампионка 2004. на нок-аут турниру са 64 шахисткиње, који се одржао у Елисти (Калмикија, Русија) у организацији ФИДЕ. Стефанова је у априлу 2008. са 2538 поена заузимала шесто место на ФИДЕ рејтинг-листи међу активним шахисткињама.
Стефанова се заинтересовала за шах већ са четири године када јој је прве потезе на црно-белој шаховској табли показао отац, Андон Стефанов, по занимињу дизајнер. Са старијом сестром, Лијаном, Антоанета је постала изванредан шаховски тандем.

## Шаховска каријера
- Са седам година, Стефанова је постала шампион Софије.
- 1989. Стефанова је убедљиво освојила светску шаховску круну за девојчице у Агуадиљи, Порторико, а касније исте године тријумфовала је на чешком шампионату за шахисткиње испод 14 година.
- Од 1994. Стефанова се успешно такмичила на велемајсторским турнирима, а била је седма на мушком бугарском првенству 1993.
- 1997. Стефанова се пробила међу 10 најбоље рангираних шахисткиња на свету. Такође је освојила титулу велемајстора јуна 2003, као једна од десет жена шахисткиња.
- Играла је до сада за Бугарску на пет шаховских олимпијада, почев од Маниле, Филипини, са само 13 година.
- 2000, изабрана је у мушки бугарски тим за шаховску Олимпијаду у Истанбулу.

„Секси, самоуверена, друштвена ... говоримо ли ми то о професионалној шахисткињи? Да, говоримо,“ написао је „Пергамон чес“ (енгл. Pergammon Chess) када се њена фотографија појавила на насловној страни.